# باشگاه فوتسال رکن‌آذین خاورمیانه مشهد
باشگاه فوتسال رکن آذین خاورمیانه مشهد یک باشگاه ایرانی فوتسال است که در مشهد تأسیس شده و در لیگ برتر فوتسال ایران بازی می‌کند.
رکن‌آذین خاورمیانه شهریورماه ۱۴۰۱ با خرید امتیاز لیگ برتری چیپس کامل کار خود را در لیگ برتر آغاز کرد.